# Pessegueiro (Pampilhosa da Serra)
Pessegueiro es una freguesia portuguesa del concelho de Pampilhosa da Serra, con 31,91 km² de superficie y 218 habitantes (2001). Su densidad de población es de 6,8 hab/km².